# Woss Lake Park
Woss Lake Park är en park i Kanada.   Den ligger i provinsen British Columbia, i den sydvästra delen av landet, 3 800 km väster om huvudstaden Ottawa. Woss Lake Park ligger 233 meter över havet. Den ligger vid sjön Woss Lake.
Terrängen runt Woss Lake Park är bergig åt sydväst, men åt nordost är den kuperad. Woss Lake Park ligger nere i en dal. Trakten runt Woss Lake Park är nära nog obefolkad, med mindre än två invånare per kvadratkilometer.. Närmaste större samhälle är Woss, 16,8 km norr om Woss Lake Park.
I omgivningarna runt Woss Lake Park växer i huvudsak barrskog.